# Chapelle Notre-Dame-de-la-Clarté (Guilligomarc'h)
La chapelle Notre-Dame-de-la-Clarté de Saint-Éloi à Guilligomarc'h, situé au niveau du lieu-dit de Saint-Éloi, est une chapelle romane du début XVIe siècle, actuellement en rénovation.

## Histoire
La Chapelle de Saint-Éloi a été édifié au début du XVIe siècle, comme l'atteste un des supports sculptés du chœur, qui porte une inscription indéchiffrable, de cette époque. Conformément à la plupart des édifices religieux de ce style du début du XVIe siècle, cette chapelle a été construite en suivant le programme architectural de l'époque, avec un plan en croix latine et un chevet plat percé d'une grande baie. De plus, la présence de 3 baies à remplage en forme de fleur de lys, ainsi que les contreforts d'angle, amortis grâce à des pinacles, confirme la date d'édification avec certitude.
Entre le XVIIe et le XVIIe siècle[Quoi ?], la croix en relief représentant le Christ, au dessus de la porte côté sud de la nef, a été remplacé, car l'ancienne devait être trop usée. La nouvelle vient probablement d'une croix monumentale. Le clocher, lui, est plus récent que la date de construction du reste du monument, début du XVIe siècle.
Des reprises dans les contreforts du bras sud et du chœur, où d'anciens éléments, comme la pierre de taille, ont été réemployés, et des traces d'arrachement au Nord de la nef, montre que la sacristie du XVIe siècle aurait été déplacé.
En 1846, elle a été restaurée, comme l'indique la date gravée sur l'élévation ouest. La chapelle est inscrite en totalité au titre des monuments historiques par arrêté du 21 mai 2015.
De nos jours, la chapelle se visite, et le pardon de Notre-Dame de la Clarté est organisé tous les ans durant le deuxième dimanche de juillet et le quatrième dimanche de septembre. Saint-Antoine y est vénéré.

## Description

### La Chapelle
Cet édifice religieux catholique est, sur plan, en forme d'une croix latine classique, avec un sol en dalles de granite, des murs en granite et pierre de taille, et un toit en ardoise. Des colonnes bien visibles sont présentes aux 4 angles du croisement entre la nef principale et le transept. Au Nord et Sud de ce-dernier, des bancs en granite en font le tour. Il y a plusieurs niches crédences dans les murs de la nef principale et du transept. Pour permettre la mise en place du maître-autel, la baie du chevet a été, en partie, condamné. La porte sud de la nef est décorée avec des pilastres de chaque côté, un Christ sur une croix, de 60 centimètres de haut, en pierre taillée, remplace le fleuron.

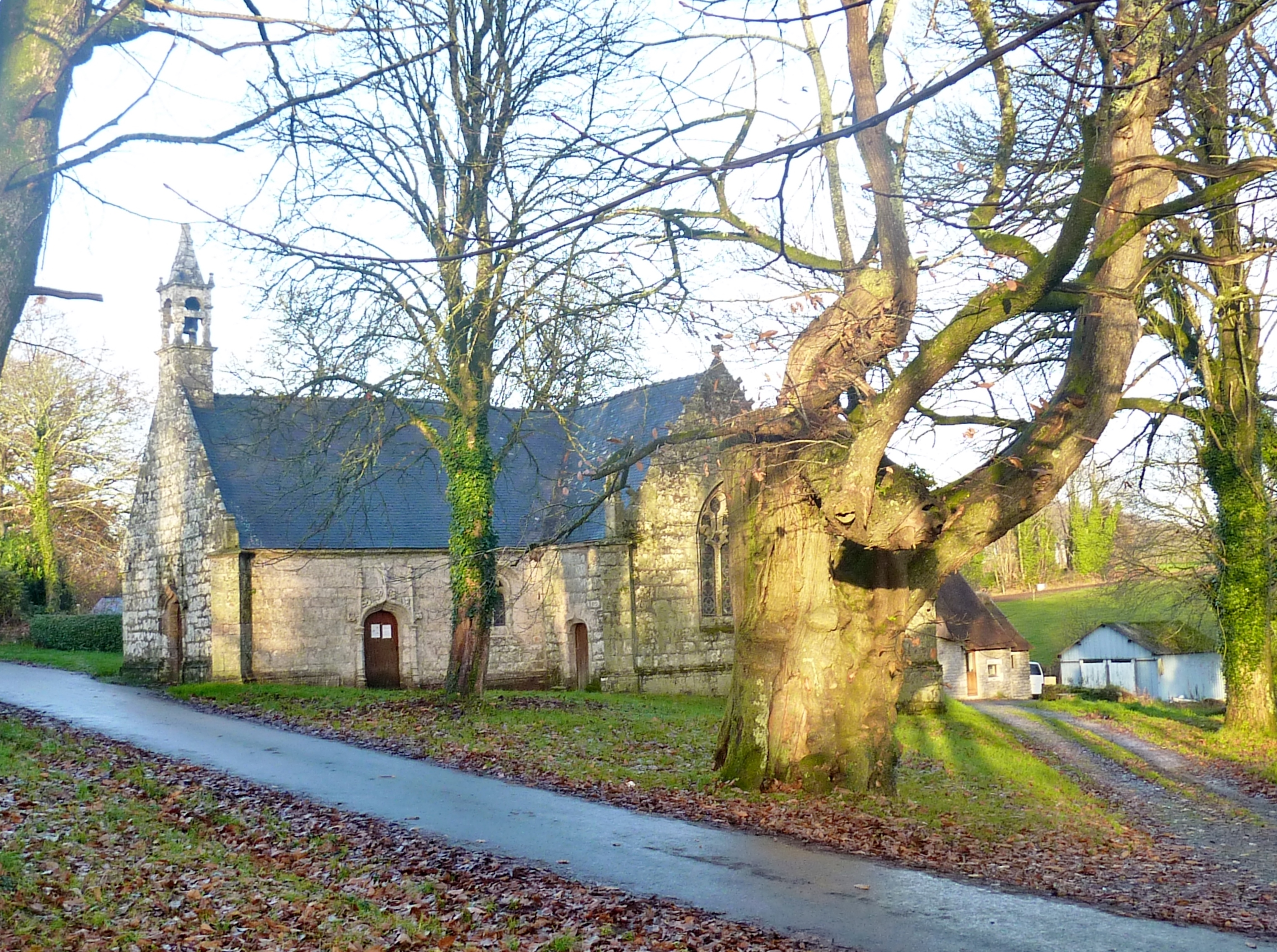
La chapelle de Saint-Éloi (chapelle Notre-Dame-de-la-Clarté).
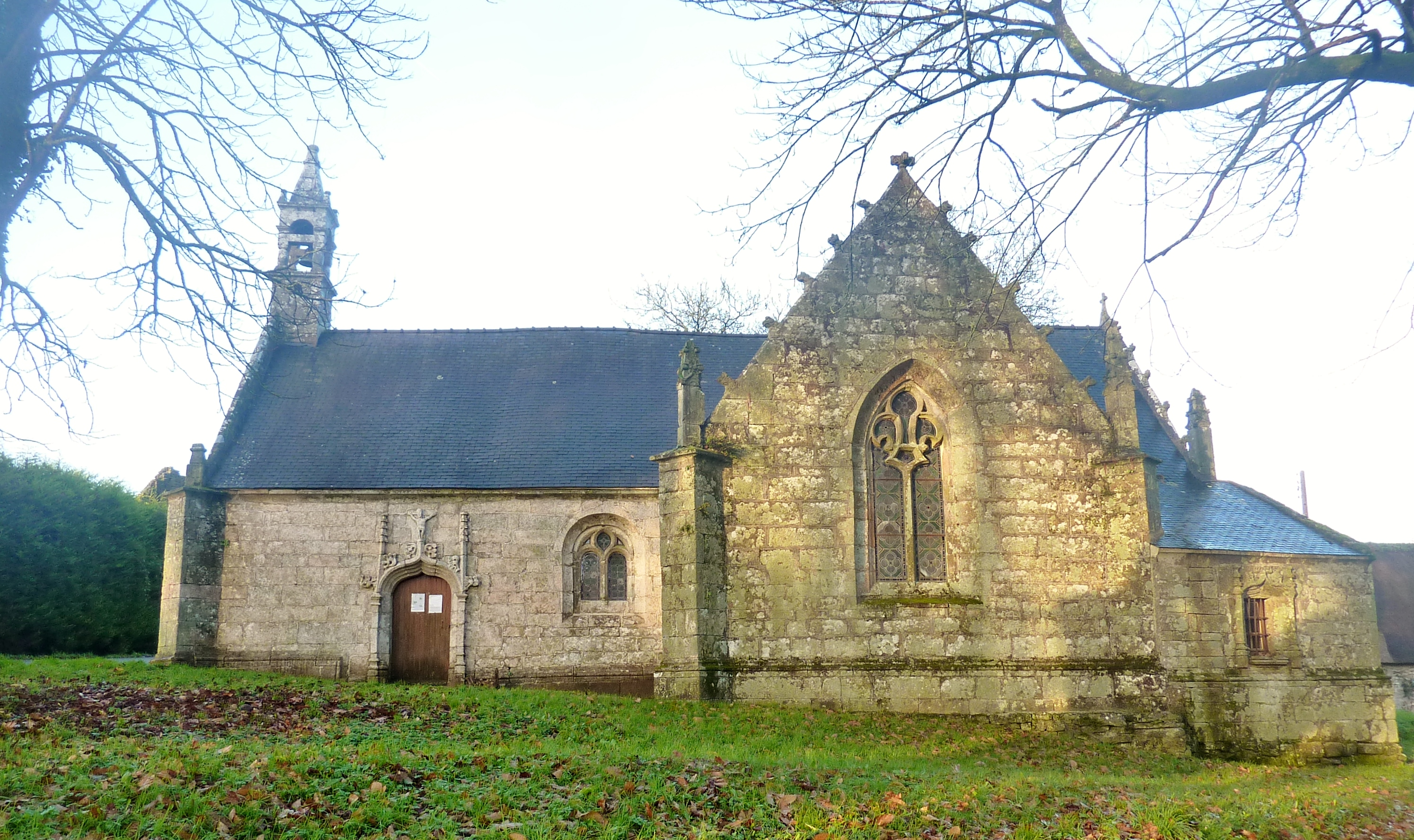
La chapelle de Saint-Éloi (chapelle Notre-Dame-de-la-Clarté) : vue extérieure plus rapprochée.
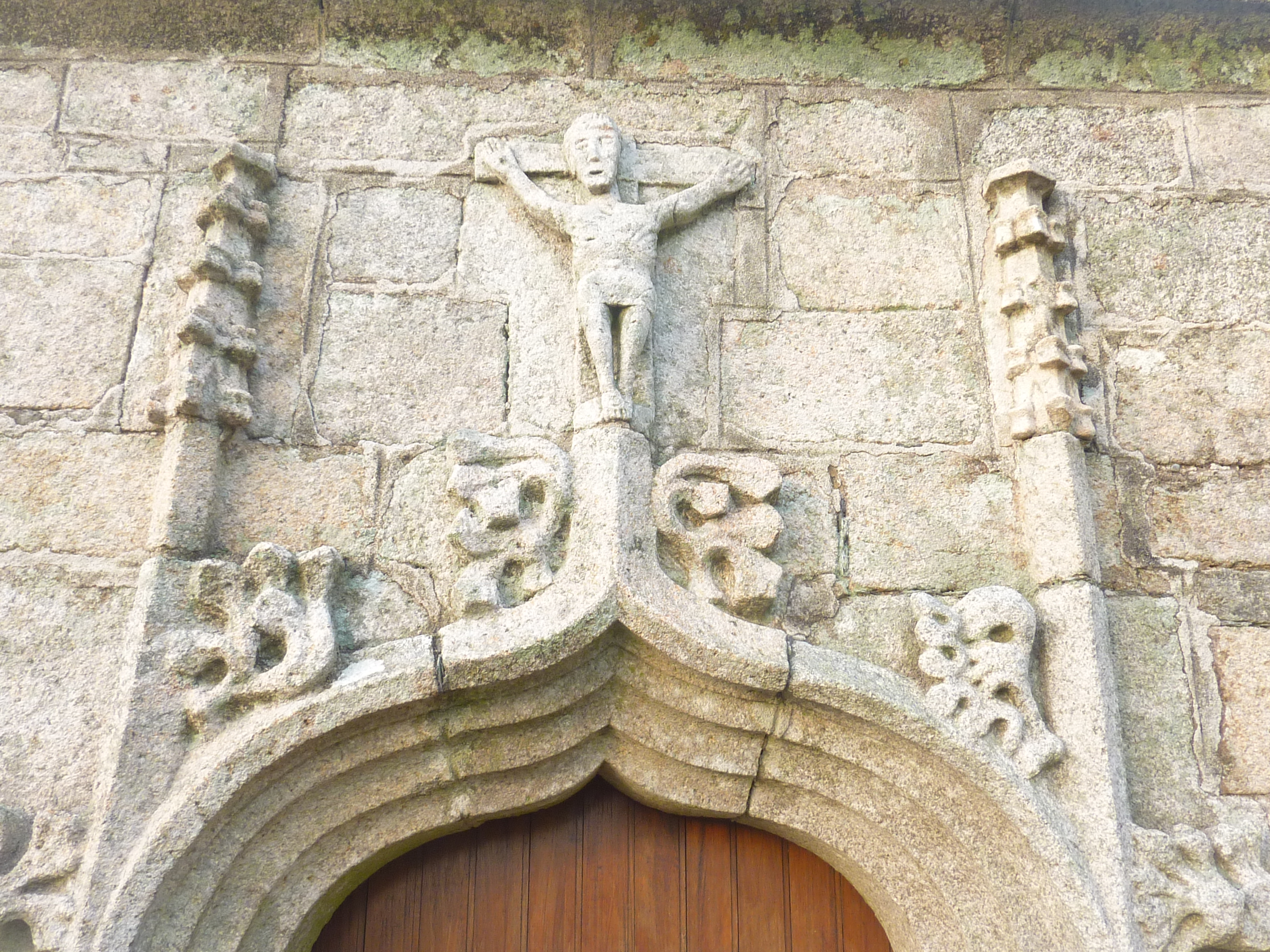
La chapelle de Saint-Éloi (chapelle Notre-Dame-de-la-Clarté) : porte sud (pilastres et Christ en croix).

### Le mobilier
On retrouve dans cette chapelle les statues de la Vierge à l'Enfant et de Saint-Antoine, et des sablières, sur lesquelles sont représentées divers animaux (une biche ; un cerf ; un chien ; un coq ; un loup ; etc.), datés du XVIe siècle. D'autres statues sont présentes comme celle de Saint-Éloi en évêque et celle de Notre-Dame de la Clarté, toutes deux datées du XVIIe siècle.
Le mobilier a été changé au XVIIIe siècle et XIXe siècle, moment où le pèlerinage local a connu un regain. Des statues anciennes et des œuvres liés au culte marial en Bretagne sont alors acquises, comme le buste de Notre-Dame de Rostrenen, ou un retable à 2 niveaux de 1775, imitant celles de style palais du XVIIe siècle.
En 1892, dans Enquêtes sur les chapelles, trois autels différents sont trouvés : le maître-autel pour Notre-Dame et Saint-Éloi, un autel dans chaque bras du transept pour Saint-Diboen d'un côté, et Sainte-Hélène de l'autre.
Aujourd'hui, les statues sont réunies devant le retable du bras nord, et la statue de la Vierge à l'Enfant est dans une niche du maître-autel depuis la fin du XIXe siècle.

## Autour de la Chapelle

### La fontaine
Il existe une fontaine de dévotion, en granite et pierre de taille, liée à cette chapelle. Elle daterait du XVIIe siècle, et dans sa niche, on retrouve une petite statue de la Vierge à l'Enfant, en faïence de Quimper. De nos jours, cette fontaine, qui a la réputation de soigner les « maux de la vue », est située sur une propriété privée.

### Le four à pain
Les restes de ce qui était autrefois un four à pain sont encore visible sous un marronnier à proximité directe de la chapelle. Cela contribue à la qualité du site et de son environnement végétal.

## Projet de restauration
La Fondation du Patrimoine de Bretagne a lancé un appel au don à l'été 2020, avec la DRAC, le conseil général du Finistère, le conseil régional de Bretagne, et l'association « Les Amis de la chapelle Notre-Dame-de-la-Clarté de Saint-Éloi », qui s'est fondé en 2014 et qui regroupe désormais plus de 200 membres. L'objectif de cette restauration était, en 2013, de changer les vitraux et la toiture, qui présente des défauts de solidité, ainsi que pour nettoyer les murs intérieurs et extérieurs.
Au début de juillet 2021, les travaux de la première phase ont commencé pour un coût global d'environ 673 000 € HT, dont plus de la moitié sont subventionné par le conseil général et régional (ce qui permet le financement de la première phase des travaux), auxquels s'ajoutent 71 000 € liés aux études et différents diagnostics réalisés au fur et à mesure des années. Le chantier devrait être terminé à la fin d'octobre 2022.
Pour la réalisation de neuf sculptures sur la partie de charpente qui a été déposé, 6 635 € HT de plus ont été nécessaire sur la note globale, mais grâce à l'appel aux dons, elles seront financées par la Fondation du Patrimoine. Ces dons ne pouvant financer la deuxième phase des travaux, des démarches pour obtenir de nouvelles subventions ont été engagées.